# Los Naranjos (Sofocante)
Los Naranjos (Sofocante) es una localidad del municipio de Balancán ubicado en la subregión de los Ríos del estado mexicano de Tabasco.

## Geografía
La localidad se ubica a 13.0 kilómetros (en dirección sur) de la localidad de Balancán de Domínguez, la cabecera y lugar más poblado del municipio. Se sitúa en las coordenadas geográficas 17°55′19″N 91°32′47″O / 17.921944, -91.546389, a una elevación de 21 metros sobre el nivel del mar.

## Demografía
Según el Conteo de Población y Vivienda 2020, efectuado por el Instituto Nacional de Estadística y Geografía, la localidad de Los Naranjos (Sofocante) tiene 17 habitantes, de los cuales 7 son del sexo masculino y 10 del sexo femenino. Su tasa de fecundidad es de 2.43 hijos por mujer y tiene 8 viviendas particulares habitadas.
| Gráfica de evolución demográfica de Los Naranjos (Sofocante) entre 1919 y 2020 |
|                                                                                |
| INEGI.                                                                         |